# モンテ・グリマーノ・テルメ
モンテ・グリマーノ・テルメ（伊: Monte Grimano Terme）は、イタリア共和国マルケ州ペーザロ・エ・ウルビーノ県にある、人口約1,100人の基礎自治体（コムーネ）。

## 名称
2002年まではモンテ・グリマーノ（Monte Grimano）という名称であった。自治体名称の変更は、1992年に行われた住民投票の結果行われた。

## 地理

### 位置・広がり
ペーザロ・エ・ウルビーノ県のコムーネ。ウルビーノから北西へ20km、ペーザロから西へ36kmの距離にある。

#### 隣接コムーネ
隣接するコムーネは以下の通り。括弧内のRNはリミニ県、RSMはサンマリノ共和国を示す。
- フィオレンティーノ (RSM)
- マチェラータ・フェルトリア
- メルカティーノ・コンカ
- モンテ・チェリニョーネ
- モンテコピオーロ (RN)
- モンテジャルディーノ (RSM)
- サン・レーオ (RN)
- サッソフェルトリオ (RN)

### 気候分類・地震分類
モンテ・グリマーノ・テルメにおけるイタリアの気候分類 (it) および度日は、zona E, 2422 GGである。
また、イタリアの地震リスク階級 (it) では、zona 2 (sismicità media) に分類される。

## 文化・観光
「イタリアの最も美しい村」クラブ加盟コムーネである。